# Ran Cohen
Ran Cohen (en hébreu : רן כהן), né le 20 juin 1937, est un homme politique israélien de gauche, parlementaire à la Knesset.

## Biographie
Il est né en 1937 à Bagdad. Il s'installe en Israël à l'âge de 13 ans avec sa famille, ils s'installent au kibboutz Gan Shmuel.
Dans l'armée il devient Colonel, il étudie la philosophie et l'économie à l'Université de Tel Aviv.
Il est élu à la Knesset en 1984 avec le parti Ratz.